# 1993년 10월
| 1993년: 1월 · 2월 · 3월 · 4월 · 5월 · 6월 · 7월 · 8월 · 9월 · 10월 · 11월 · 12월 |

| <          | 1993년 10월 | 1993년 10월 | 1993년 10월 | 1993년 10월 | 1993년 10월 | >          |
| 일         | 월          | 화          | 수          | 목          | 금          | 토         |
|            |             |             |             |             | 1 8.16 을묘 | 2 17 병진  |
| 3 18 정사  | 4 19 무오   | 5 20 기미   | 6 21 경신   | 7 22 신유   | 8 23 임술   | 9 24 계해  |
| 10 25 갑자 | 11 26 을축  | 12 27 병인  | 13 28 정묘  | 14 29 무진  | 15 9.1 기사 | 16 2 경오  |
| 17 3 신미  | 18 4 임신   | 19 5 계유   | 20 6 갑술   | 21 7 을해   | 22 8 병자   | 23 9 정축  |
| 24 10 무인 | 25 11 기묘  | 26 12 경진  | 27 13 신사  | 28 14 임오  | 29 15 계미  | 30 16 갑신 |
| 31 17 을유 |             |             |             |             |             |            |

| 편집하기 |

## 1993년10월 31일
- 서울지하철 3호선 양재~수서 구간을 연장구간이 개통하다.

## 1993년10월 10일
- 서해훼리호 침몰로 292명의 사망자가 발생하다.

## 1993년10월 7일
- 미국 소설가 토니 모리슨, 노벨문학상 수상자로 선정하다.

## 1993년10월 4일
- 러시아 정부군이 러시아 최고의회 의사당에서 농성 중이던 보수파 세력을 무력 진압, 승리하였다. 러시아 보수세력은 교전 끝에 무기를 버리고 투항하다.

## 1993년10월 3일
- 모가디슈 전투: 소말리아 모가디슈에서 미국 특수부대원(레인저, 델타 포스로 구성된 특임대)와 모하메다 파라 아이디드 군벌 간에 전투가 벌어졌다. 이 전투로 미군 19명 사망, 76명 부상, 블랙호크 헬기 두 대가 격추당하여 추락하고, 소말리아인 사상자는 천여 명(추정)에 이르렀다.
- 러시아 보리스 옐친 대통령, 반옐친 유혈시위와 관련 모스크바 일원에 국가비상사태 선포하다.